# Ivo Vieira
Ivo Ricardo Abreu Vieira (Machico, 10 de janeiro de 1976) é um treinador e ex-futebolista português que atuava como lateral-direito. Atualmente comanda o Club Sport Marítimo, da Ilha da Madeira.

## Carreira como jogador
Passou toda a carreira de jogador no Nacional, onde também iniciou a carreira de dirigente em 2011. Ele treinou outros seis clubes da Primeira Liga.
Nasceu em Machico, Madeira. Toda a sua carreira profissional de dez anos foi passada no CD Nacional local, que representou nos três principais escalões desde que foi promovido ao plantel principal aos 18 anos; durante sua gestão, ele também atuou como capitão.
De 2002 a 2004, disputou a Primeira Liga. O seu primeiro jogo na competição aconteceu a 22 de setembro de 2002, quando entrou como suplente no último minuto na vitória fora de casa por 2 a 0 sobre o Beira-Mar; na última temporada, ele contribuiu com 19 partidas para ajudar seu time a alcançar a melhor quarta posição de todos os tempos.

## Carreira como treinador
Depois de se aposentar com apenas 28 anos, passou a trabalhar como treinador, primeiro sendo nomeado subgerente do Nacional sob o comando de Casemiro Mior. Em 14 de março de 2011, após uma passagem pelos juniores do clube, ele assumiu as rédeas do time titular após a demissão de Predrag Jokanović. No entanto, ele próprio foi substituído por Pedro Caixinha no final de outubro.
Em 20 de janeiro de 2013, foi anunciado como o novo treinador do Marítimo B, reservas dos rivais locais do Nacional. No início de março de 2015, após a demissão de Leonel Pontes, foi nomeado seu sucessor no comando da equipa principal, levando o clube à final da Taça da Liga no mês seguinte depois de ter se afastado do Porto nas últimas semanas. Devido aos maus resultados, Vieira renunciou ao cargo em 18 de janeiro de 2016.
A 27 de maio de 2016, foi nomeado para o CD Aves, clube da Segunda Liga, por um ano. Ele saiu em 15 de fevereiro de 2017, com o time com nove pontos de vantagem na segunda vaga de promoção, após uma sequência de um ponto em quatro jogos.
Tornou-se treinador da Académica de Coimbra em maio de 2017, afirmando o seu objetivo de acabar com o exílio da primeira divisão. Saiu em novembro com o time em sexto e assumiu o comando do Estoril Praia, saindo após o rebaixamento para a primeira divisão.
A 28 de maio de 2018, assinou contrato de um ano com o Moreirense. Saiu no final deste contrato, tendo levado a equipa de Moreira de Cónegos ao melhor sexto lugar de sempre, e em junho de 2019 foi contratado pelo vizinho Vitória de Guimarães. Depois de terminar em sétimo em sua única temporada, ele anunciou um ano sabático para passar um tempo com sua família.
Foi nomeado gerente do Al Wehda na Liga Profissional Saudita em 10 de setembro de 2020. Saiu por mútuo consentimento no dia 2 de fevereiro seguinte, com a lateral em 10º.
A 8 de março de 2021, regressou ao escalão principal do seu país ao serviço do Famalicão. Ele assinou um contrato de duração não revelada com o clube, que ocupava o penúltimo lugar com onze jogos restantes. Sua equipe estava na disputa por uma vaga na UEFA Europa Conference League no último dia da temporada, eventualmente perdendo, mas terminando na 9ª posição.
Foi demitido em 19 de dezembro de 2021, tendo somado 11 pontos em 15 jogos e com o Famalicão em décimo sexto lugar. No dia 28 de junho, substituiu Ricardo Soares no Gil Vicente em um acordo de dois anos de contrato. Ele foi demitido em 2 de novembro, após quatro derrotas consecutivas.

### Cuiabá
Em 8 de dezembro de 2022, substituiu António Oliveira e assinou com o Cuiabá até o fim do Brasileirão de 2023. O treinador foi apresentado pelo Dourado no dia 2 de janeiro.
Foi demitido no dia 10 de maio de 2023, após o time sofrer uma goleada em casa por 4 a 0 para o Atlético Mineiro. Na ocasião, o Cuiabá estava na zona de rebaixamento.

### Marítimo
Assumiu o comando do Club Sport Marítimo pela segunda vez desde o dia 08 de janeiro de 2025, depois de ter estado entre 2012 e 2016, primeiro na equipa B e depois, de 2015 a 2016, como treinador da equipa principal. Sucedendo assim a Rui Duarte (treinador, 1978) após a 3° demissão do clube na época Primeira Liga de 2024–25. 
O madeirense, Ivo Vieira foi apresentado oficialmente no dia 09 de janeiro de 2025 pelas 15h30 no Estádio do Marítimo com o grande objetivo de voltar a subir à Primeira Liga de onde deixou de pertencer desde a época Primeira Liga de 2022–23.